# Кухар, Екатерина Игоревна
Екатери́на И́горевна Ку́хар (укр. Катерина Ігорівна Кухар; род. 18 января 1982, Киев) — украинская прима-балерина Национального Академического театра Оперы и Балета Украины имени Т. Г. Шевченко (с 1999 года), Заслуженная артистка Украины (2012); Народная артистка Украины (2018).

## Биография
Екатерина Кухар родилась 18 января 1982 года в Киеве.
Начала заниматься балетом с 5 лет. Её пригласили в уже сформированную на тот момент группу по спортивной гимнастике во Дворце Пионеров без отборочного тура.
В 1992 поступила в Киевское государственное хореографическое училище (класс Татьяны Таякиной, народной артистки CCCP). Уже через 2 года была отмечена дипломом 2-го всеукраинского фестиваля народного творчества «Всі ми діти твої, Україно».
В 1997 году участвовала в конкурсе Prix de Lausanne (Лозанна, Швейцария), и получила приглашение на стажировку.
В 16 лет дебютировала в партии Маши в балете «Щелкунчик» на сцене Bunka Kaikan в Японии. Партию молодой балерине доверил Валерий Петрович Ковтун, который в это время работал в Японии.
В 1999 году Екатерина экстерном заканчивает хореографическое училище под руководством директора, народной артистки СССР Татьяны Алексеевны Таякиной. Из училища Екатерина выпустилась с отличием и красным дипломом.
В творческом пути балерины принимали участие педагоги-репетиторы, народные артисты Украины и СССР Валерий Ковтун, Людмила Сморгачёва, Николай Прядченко, Элеонора Стебляк, Раиса Хилько, Эльвира Тарасова, Абдыев Реджепмырат.
Партнёрами Екатерины Кухар в разное время были: Александр Стоянов, Леонид Сарафанов, Джозеф Гатти, Бахтияр Адамжан, Эрис Нежа, солист парижской Opéra Garnier Кер Жереми-Лу (Quer Jérémy-Loup), Клаудио Ковьелло (Театр «Ла Скала»).

### Прима-Балерина Национального театра оперы и балета Украины
В 1999 году, после завершения учёбы в КГХУ, получила приглашения на работу от Мадридского Королевского Оперного Театра, японского Национального балета и от Национальной оперы Украины им. Т. Г. Шевченко. Она согласилась на предложение Национальной оперы Украины. Артистка гастролировала в странах Европы, Канаде, США, Японии, Корее, Китае и др. Член жюри балетных конкурсов и фестивалей. Преподаватель танца.

### Фестивали и Гала концерты
Участница многих фестивалей: «Aoyama Ballet Festival» (Япония), «Fresh Ballerina Festival» (Япония), Международный фестиваль современной хореографии (Украина), фестиваль имени Сержа Лифаря, «IV Miedzynarodowa gala baletowa» (Польша), «Дни культуры» Андорра — Украина (Киев), Охридский международный фестиваль (Македония).
Впервые в истории представителей из Украины после Сержа Лифаря Екатерина Кухар была приглашена в Парижскую балетную консерваторию на государственный экзамен в качестве члена жюри.
Гала концерты:
- 2010 год — «Звезды Мирового Балета» (Донецк);
- 2011 год — «Gala Ballet Helps Japan» (Берлин);
- 2011 год — «Украина-Польша» (Краков);
- 2012 год — «Звезды мирового балета» (Одесса);
- 2012 год — Первый международный Арт фестиваль;
- 2013 год — Юбилейный вечер Андриса Лиепы (Челябинск и Санкт-Петербург БКЗ «Октябрьский»);
- 2013 год — Гала-концерт «Ballet Masterpieces» Фаруха Рузиматова в Японии;
- 2015 год — Член жюри международного балетного фестиваля-конкурса Tanzolimp в Берлине;
- 2015 год — 20-й Юбилейный Международный балетный фестиваль в Риге;
- 2015—2016 год — Член жюри на Международном балетном конкурсе в Сеуле;
- 2016 год — Гала-концерт в Сеуле на Международном балетном конкурсе;
- 2016 год — «Festival Internacional de la Cultura Maya»;
- 2017 год — балетные гала в Augsburg and Stockholm;
- 2017 год — Grand Gala «Elisa y amigos» в Мексике.

### Член жюри Международных конкурсов
- Член жюри Парижской консерватории;
- Почетный член жюри международного конкурса «Tanzolymp» в Берлине, в 2015, 2019, 2020, 2021, 2022, 2023, 2024, 2025 годах;
- Почетный член жюри международного конкурса «Seoul International Dance Competition» в 2015 и 2016 годах;
- Глава жюри «Всеукраинской ассамблеи танца им. Наталии Скорульской» c 2016 по 2019 год;

Приглашенная артистка заключительных гала-концертов на международных конкурсах. Интернациональный педагог мастер-классов на международных конкурсах. Член жюри в Conservatoire national supérieur de musique et de danse de Paris в 2018 году.

### Международная педагогическая деятельность и мастер-классы
2017 и 2018 годы — мастер-класс по классическому уроку и дуэту в Conservatoire national supérieur de musique et de danse de Paris.
2018 год — мастер-класс по классическому уроку в Америке в International ballet theatre.

### Член жюри «Танці з Зірками»
В 2017 году Екатерину пригласили на медиа проект канала 1+1 «Танці з Зірками» в качестве члена жюри вместе с Дмитрием Монатиком и Владом Ямой. В 2018 году Екатерину вновь пригласили стать членом жюри в проекте «Танці з Зірками» 2 сезон.
В общем Екатерина была судьёй в 4 сезоне (2017), 5 сезоне (2018), 6 сезоне (2019), в роле приглашенного судьи в 7 сезоне (2020) и судьёй в 8 сезоне (2021) телевизионного проекта «Танці з Зірками».

### Член приемной комиссииНациональной оперы Украины
В 2020 и 2021 году Катерину Кухар приглашают занять почетный пост члена приёмной комиссии в первый театр страны, Национальную оперу Украины.

### Комиссия по присуждению президентской стипендии
С 2021 Катерина Кухар является членом комиссии по присуждению президентской стипендии.

### Дворец Конгрессов в Париже
В 2014 году приму-балерину Екатерину Кухар пригласили во Дворец Конгрессов в Париж исполнить партию Джульетты вместе с её партнером, народным артистом Украины Александром Стояновым в балете «Ромео и Джульетта». Пара Екатерины и Александра чередовалась с премьерами Мариинского театра Евгенией Образцовой и её партнером. За неделю во Дворце Конгрессов артисты показали французскому зрителю 6 спектаклей.

### Дуэт с Александром Стояновым

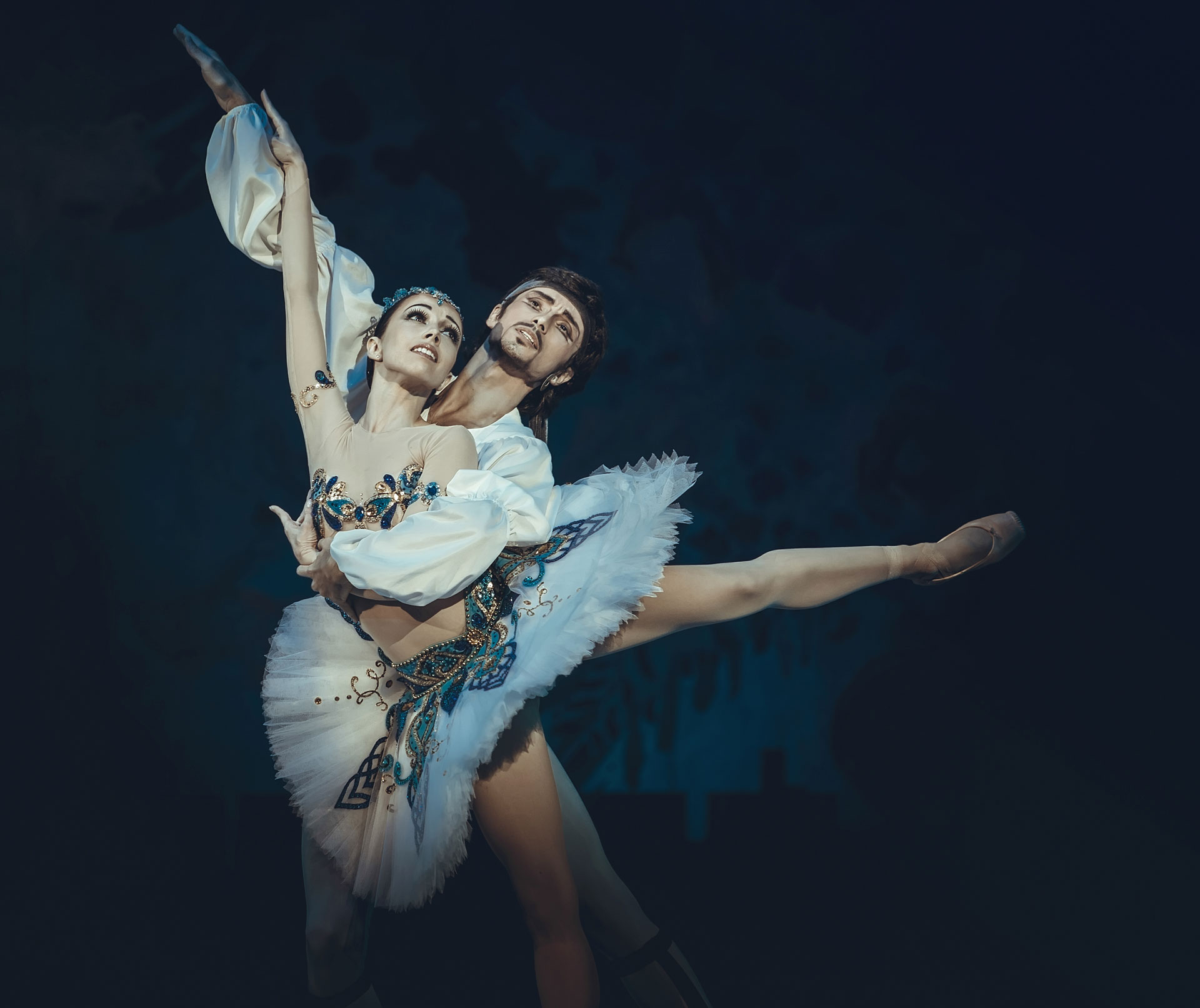
Александр Стоянов и Екатерина Кухар, балет «Корсар»

Балетная пара с народным артистом Украины, премьером Национальной оперы Украины Александром Стояновым сформировался в 2006 году. Их первым совместным спектаклем на сцене Национальной оперы Украины стал балет «Щелкунчик», а через несколько месяцев они отправились на гастроли в Китай со спектаклями «Жизель», «Спящая красавица», «Лебединое озеро» и «Ромео и Джульетта». На сегодняшний день в репертуаре балерины и её партнера практически все классические и неоклассические спектакли Национальной оперы Украины. Лондонский балетный критик Мэгги Фоер называет их дуэт самой красивой балетной парой Европы. В 2011 году они участвовали в благотворительном гала-концерте Владимира Малахова по оказанию помощи Японии после событий на Фукусиме. В 2013 году Фарух Рузиматов приглашает Катерину и Александра на свой гала-концерт в Японию под названием «Ballet Masterpieces». В том же году Андрис Лиепа пригласил их танцевать на своем юбилейном вечере в туре по России и Казахстану. В 2016 они приняли участие в Мексике на фестивале «Культура Майя» вместе с премьерами Берлинской Оперы, Большого театра и Нью-Йорк Сити балета.

## Репертуар
- «Ромео и Джульетта» — Джульетта
- «Сильфида» — Сильфида
- «Жизель» — Жизель
- «Дон Кихот» — Китри
- «Лебединое озеро» — Одетта, Одиллия
- «Щелкунчик» — Маша
- «Эсмеральда» — Эсмеральда
- «Мастер и Маргарита» — Маргарита
- «Корсар» — Медора
- «Венский вальс» — Анели
- «Спящая красавица» — Принцесса Аврора
- «Золушка» — Золушка
- «Спартак» — Фригия
- «Кармен» — Кармен
- «Чипполино» — Редисочка
- «Русалочка» — Русалочка
- «Властелин Борисфена» — Октавия
- «Лесная песня» — Мавка
- «Свадьба Фигаро» — Сюзанна
- «Викинги» — Княгиня Елизаветта
- «Коппелия» — Сванильда
- «Даниелла» — Софи
- «Каприсы» — Мечта
- «Белоснежка» — Белоснежка
- «Шехерезада» — Зобеида

## Другие работы
- «Класс-концерт» Асафа Мессерера
- «Классическое па де де» Джорджа Баланчина
- «Про любовь» Анатолия Шакера
- «Простые вещи» Раду Поклитару
- «Бабочка» Филиппо Тальони
- «Слепая балерина» Леонида Якобсона
- «Тарантелла» Джорджа Баланчина
- «Дети Ночи»[5] Александра Абдукаримова

## Роли в кино
- 2019 — сериал «Великие Вуйки» — гадалка
- 2020 — фильм «Преданная» — артистка

## Признание и награды
- 2012 — Заслуженная артистка Украины
- 2016 — Орден княгини Ольги III степени[6]
- 2017 — награда «Гордость Украины»[7]
- 2018 — Народная артистка Украины
- 2019 — Человек Года. Премия «Кумир Украинцев»
- 2021 — Viva awards. Екатерина Кухар и Александр Стоянов: благотворительность

Также Екатерина Кухар имеет награды за участие в международных конкурсах и фестивалях, среди которых:
- Международный фестиваль хореографии (Берлин, 2015)
- Международный фестиваль современной хореографии (Киев, 2000)
- Отличие за участие в первом международном фестивалее «Танец XXI ст.» (1998)
- Международный фестиваль «Aoyama ballet festival» и «Fresh ballerina festival» (оба в Японии, 1997)
- Лауреат Международного конкурса молодых артистов балета «Prix de Lausanne» (Швейцария, 1997)

## Киевский государственный профессиональный хореографический колледж
С 2020 года руководитель Киевского государственного профессионального хореографического колледжа (ранее – Киевское государственное хореографическое училище).

## Личная жизнь
Екатерина Кухар замужем за премьером Национальной оперы Украины Александром Стояновым.
Александр Стоянов – народный артист Украины, лауреат и член жюри международных конкурсов. Артист высочайшего мирового уровня, активно выступающий на ведущих театральных площадках мира и славящийся своей положительной энергией и высокими с зависающими скачками. Его эмоциональность и полная отдача в танце всегда создают настоящий праздник на сцене и вдохновляют зрителя. Александр Стоянов танцует в дуэте с Екатериной Кухар, Яной Саленко, Анной Никулиной, Петрой Конти и многими другими. По инициативе Александра Стоянова и под его руководством сегодня развивается украинский балет, по его приглашению приезжают лучшие звезды мирового балета, проходят лучшие балетные фестивали, такие как «BALLET OPEN SPACE», проходят самые громкие премьеры балета, например «Дети ночи», « Touch of illusion». Именно его балетные вечера, благотворительные представления, фестивали, премьеры дарят настоящую сказку и вдохновение.
Вместе с мужем воспитывает сына Тимура и дочь Анастасию.